# サンレイポケット
サンレイポケット（欧字名:Sanrei Pocket、2015年5月2日 - ）は、日本の競走馬。2021年の新潟大賞典の勝ち馬である。
馬名の意味は、冠名＋父名の一部。

## 戦績

### デビュー前
2015年5月2日、北海道様似町の様似共栄牧場に生まれる。2016年、1歳時に北海道セレクションセールにおいて1674万円で永井啓弍に購入され、「サンレイ」の冠名と父ジャングルポケットから、「サンレイポケット」と命名された。

### 3歳（2018年）
3月31日、阪神競馬場の3歳未勝利戦（芝2000m）で小崎綾也鞍上でデビューするが11着に敗れる。その後は中3週で京都競馬場の3歳未勝利戦（芝2000m）に幸英明鞍上で出走、7番人気の低評価を覆して1着。
5月26日に京都競馬場の3歳500万下（芝2000m）に出走するも10着。その後は6月3日、阪神競馬場の城崎特別（500万下・芝2000m）に連闘で出走するも競走中止となり、その際に骨盤を骨折した。

### 4歳（2019年）
1年4か月に及ぶ休養の後、10月6日に京都競馬場の3歳上1勝クラスで難波剛健鞍上で復帰し6着。その後は亀田温心鞍上で、10月20日に3歳上1勝クラス（新潟・芝2000m）で2着、11月2日の3歳上1勝クラス（京都・芝1800m）で3着と好走を続ける。その後は荻野極に乗り替わり、12月8日に中京競馬場の栄特別（1勝クラス・芝2000m）で勝利した。

### 5歳（2020年）
2020年に入ると、初戦として1月6日に許波多特別（2勝クラス・芝2200m）に出走しショウリュウイクゾの2着。2月29日に中京スポニチ賞（2勝クラス・芝2000m）で勝利。その後は5月2日に下鴨ステークス（3勝クラス・芝2000m）で2着。6月13日、戸崎圭太に乗り替わり、不良馬場で行われた東京競馬場のジューンステークス（3勝クラス・芝2400m）で1着、オープンクラスに勝ち上がった。
9月6日、新潟記念（GIII）で重賞初出走、クビ+ハナ差の3着に敗れる。その後は毎日王冠（GII）に出走し再び3着、アルゼンチン共和国杯（GII）では6着に敗れた。

### 6歳（2021年）
2021年は、初戦に日経新春杯（GII）を選択し4着。1月30日には中2週で白富士ステークス（リステッド）に横山武史鞍上で出走するもポタジェにクビ差で敗れ2着。その後は金鯱賞（GII）に秋山真一郎鞍上で出走するも6着に敗れる。
5月9日、新潟大賞典（GIII）に鮫島克駿鞍上で出走。道中は後方で待機し、最終直線で他の有力馬が外に追い出す中、サンレイポケットは荒れた内を選択すると、しぶとく末脚を伸ばして1着。重賞初制覇となった。
その後は鳴尾記念（GIII）に出走するも6着。4か月の休養を挟み、天皇賞（秋）でGI初出走、10番人気ながらエフフォーリア、コントレイル、グランアレグリアの「三強」に次いで4着に入った。その後はジャパンカップに出走、再び10番人気の低評価ながら、コントレイル、オーソリティ、シャフリヤールの上位人気3頭に次いで4着に入った。

### 7歳（2022年）
7歳初戦として、2月13日に行われた京都記念（GII）に出走。スローペースのなか後方から直線一気の勝負にかけ、脚を伸ばしたが1.1/4馬身+クビ差届かず3着に終わった。続く金鯱賞（GII）は後方から伸びきれず7着に敗れた。次走、鳴尾記念は勝ったヴェルトライゼンデに0.1秒差の3着に食い込む。その後、函館記念（GIII）はトップハンデ57.5kgで出走し、早めに動いたが5着に敗れた。新潟記念では伸び脚を欠き8着に敗れたものの、チャレンジカップでは鞍上を和田竜二に乗り換えたが、ここも伸び脚足らずソーヴァリアントに0.4秒差の4着となった。

### 8歳（2023年)
2023年は、初戦に日経新春杯を選択。過去に4着となっていたこのレースだったが、後方から伸び脚を欠き、10着に敗れた。阪神大賞典（GII）では鞍上を坂井瑠星に乗り換え、前目の競馬に変えてきたものの、勝者のジャスティンパレスの0.6秒差の6着となった。その後、3度目のGI出走となった天皇賞（春）では鞍上をミルコ・デムーロに替え、最後方からの競馬を続けたが、先頭には届かず8着に敗れた。そこから約3か月の休養を挟み、七夕賞（GIII）に出走。このレースでも最後方からレースを進めていたが、直線で末脚が出ず、15着と大敗してしまった。
8月17日付けで競走馬登録を抹消され、現役を引退した。引退後は生まれ故郷の様似共栄牧場で種牡馬になる予定。

## 競走成績
以下の内容は、JBISサーチおよびnetkeiba.comの情報に基づく。
| 競走日     | 競馬場 | 競走名         | 格      | 距離（馬場）  | 頭 数 | 枠 番 | 馬 番 | オッズ （人気） | 着順  | タイム （上り3F） | 着差 | 騎手        | 斤量 [kg] | 1着馬（2着馬）         | 馬体重 [kg] |
| ---------- | ------ | -------------- | ------- | ------------- | ----- | ----- | ----- | --------------- | ----- | ----------------- | ---- | ----------- | --------- | ---------------------- | ----------- |
| 2018.03.31 | 阪神   | 3歳未勝利      |         | 芝2000m（良） | 16    | 2     | 3     | 069.80（8人）   | 11着  | R2:03.1（35.1）   | -1.8 | 0小崎綾也   | 55        | アールスター           | 484         |
| 0000.04.28 | 京都   | 3歳未勝利      |         | 芝1800m（良） | 15    | 5     | 9     | 020.20（7人）   | 01着  | R2:02.0（34.7）   | -0.3 | 0幸英明     | 56        | （ウインルチル）       | 482         |
| 0000.05.26 | 京都   | 3歳500万下     |         | 芝2000m（良） | 12    | 8     | 11    | 025.50（8人）   | 10着  | 02:02.2（35.7）   | -1.7 | 0幸英明     | 56        | キボウノダイチ         | 472         |
| 0000.06.03 | 阪神   | 城崎特別       | 500万下 | 芝2000m（良） | 10    | 7     | 7     | 021.60（7人）   |       | 競走中止          |      | 0幸英明     | 54        | サラス                 | 470         |
| 2019.10.06 | 京都   | 3歳上1勝クラス |         | 芝1600m（良） | 15    | 5     | 8     | 135.2（14人）   | 06着  | R1:35.2（33.9）   | -0.4 | 0難波剛健   | 57        | ルプリュフォール       | 482         |
| 0000.10.20 | 新潟   | 3歳上1勝クラス |         | 芝2000m（稍） | 10    | 6     | 6     | 017.30（7人）   | 02着  | R1:59.9（34.4）   | -0.0 | 0亀田温心   | 54        | ハンターバレー         | 488         |
| 0000.11.02 | 京都   | 3歳上1勝クラス |         | 芝1800m（良） | 13    | 5     | 7     | 019.70（6人）   | 03着  | R1:47.3（34.1）   | -0.1 | 0亀田温心   | 54        | ボッケリーニ           | 472         |
| 0000.12.08 | 中京   | 栄特別         | 1勝     | 芝2000m（良） | 16    | 8     | 16    | 006.40（3人）   | 01着  | R2:01.2（33.8）   | -0.1 | 0荻野極     | 57        | （ミスマリア）         | 476         |
| 2020.01.06 | 京都   | 許波多特別     | 2勝     | 芝2200m（良） | 12    | 5     | 6     | 004.30（2人）   | 02着  | 02:15.0（35.8）   | -0.0 | 0荻野極     | 57        | ショウリュウイクゾ     | 476         |
| 0000.02.29 | 中京   | 中京スポニチ賞 | 2勝     | 芝2000m（良） | 12    | 3     | 3     | 002.50（1人）   | 01着  | 01:59.8（34.5）   | -0.0 | 0荻野極     | 57        | （ニューポート）       | 476         |
| 0000.03.20 | 阪神   | 尼崎S          | 3勝     | 芝2200m（良） | 8     | 8     | 9     |                 | 0取消 |                   |      | 0荻野極     | 55        | ミスディレクション     | 計不        |
| 0000.05.02 | 京都   | 下鴨S          | 3勝     | 芝2000m（良） | 13    | 5     | 6     | 009.90（4人）   | 02着  | R2:00.2（33.1）   | -0.2 | 0荻野極     | 55        | ヒンドゥタイムズ       | 474         |
| 0000.06.13 | 東京   | ジューンS      | 3勝     | 芝2400m（不） | 18    | 7     | 13    | 004.80（3人）   | 01着  | R2:33.1（37.2）   | -0.0 | 0戸崎圭太   | 55        | （アイファーキングズ） | 480         |
| 0000.09.06 | 新潟   | 新潟記念       | GIII    | 芝2000m（良） | 16    | 8     | 16    | 009.90（5人）   | 03着  | R1:59.9（32.4）   | -0.0 | 0荻野極     | 54        | ブラヴァス             | 476         |
| 0000.10.11 | 東京   | 毎日王冠       | GII     | 芝1800m（稍） | 11    | 6     | 7     | 018.90（5人）   | 03着  | 01:46.0（34.4）   | -0.5 | 0荻野極     | 56        | サリオス               | 472         |
| 0000.11.08 | 東京   | AR共和国杯     | GII     | 芝2500m（良） | 18    | 4     | 8     | 004.90（2人）   | 06着  | 02:32.0（34.4）   | -0.4 | 0荻野極     | 55        | オーソリティ           | 468         |
| 2021.01.17 | 中京   | 日経新春杯     | GII     | 芝2200m（良） | 16    | 2     | 4     | 007.70（5人）   | 04着  | R2:12.2（35.6）   | -0.4 | 0荻野極     | 55        | ショウリュウイクゾ     | 484         |
| 0000.01.30 | 東京   | 白富士S        | L       | 芝2000m（良） | 13    | 8     | 13    | 003.50（2人）   | 02着  | R1:59.1（33.7）   | -0.1 | 0横山武史   | 56        | ポタジェ               | 472         |
| 0000.03.14 | 中京   | 金鯱賞         | GII     | 芝2000m（重） | 10    | 2     | 2     | 033.10（7人）   | 06着  | R2:02.0（36.1）   | -0.2 | 0秋山真一郎 | 56        | ギベオン               | 480         |
| 0000.05.09 | 新潟   | 新潟大賞典     | GIII    | 芝2000m（良） | 14    | 2     | 2     | 005.50（3人）   | 01着  | R1:59.3（36.5）   | -0.0 | 0鮫島克駿   | 55        | （ポタジェ）           | 472         |
| 0000.06.05 | 中京   | 鳴尾記念       | GIII    | 芝2000m（良） | 13    | 8     | 13    | 003.70（1人）   | 06着  | 02:01.7（34.3）   | -1.0 | 0鮫島克駿   | 56        | ユニコーンライオン     | 472         |
| 0000.10.10 | 東京   | 毎日王冠       | GII     | 芝1800m（良） | 13    | 2     | 2     | 035.90（9人）   | 06着  | 01:45.2（33.5）   | -0.4 | 0鮫島克駿   | 56        | シュネルマイスター     | 472         |
| 0000.10.31 | 東京   | 天皇賞（秋）   | GI      | 芝2000m（良） | 16    | 4     | 8     | 113.5（10人）   | 04着  | R1:58.4（33.6）   | -0.5 | 0鮫島克駿   | 58        | エフフォーリア         | 472         |
| 0000.11.28 | 東京   | ジャパンC      | GI      | 芝2400m（良） | 18    | 6     | 12    | 070.5（10人）   | 04着  | R2:25.4（34.5）   | -0.7 | 0鮫島克駿   | 57        | コントレイル           | 474         |
| 2022.02.13 | 阪神   | 京都記念       | GII     | 芝2200m（稍） | 13    | 4     | 5     | 008.30（6人）   | 03着  | R2:12.2（33.8）   | -0.3 | 0鮫島克駿   | 56        | アフリカンゴールド     | 486         |
| 0000.03.13 | 中京   | 金鯱賞         | GII     | 芝2000m（良） | 13    | 8     | 13    | 005.70（3人）   | 07着  | R1:58.1（34.7）   | -0.9 | 0鮫島克駿   | 56        | ジャックドール         | 480         |
| 0000.06.04 | 中京   | 鳴尾記念       | GIII    | 芝2000m（良） | 10    | 3     | 3     | 005.10（3人）   | 03着  | R1:57.8（33.6）   | -0.1 | 0鮫島克駿   | 56        | ヴェルトライゼンデ     | 480         |
| 0000.07.17 | 函館   | 函館記念       | GIII    | 芝2000m（重） | 16    | 6     | 12    | 006.00（3人）   | 05着  | R2:04.6（38.4）   | -1.0 | 0鮫島克駿   | 57.5      | ハヤヤッコ             | 474         |
| 0000.09.04 | 新潟   | 新潟記念       | GIII    | 芝2000m（良） | 18    | 2     | 4     | 007.00（2人）   | 08着  | R1:59.8（33.9）   | -0.9 | 0鮫島克駿   | 57.5      | カラテ                 | 480         |
| 0000.12.03 | 阪神   | チャレンジC    | GIII    | 芝2000m（良） | 14    | 3     | 4     | 012.60（7人）   | 04着  | R1:57.9（35.0）   | -0.4 | 0和田竜二   | 56        | ソーヴァリアント       | 480         |
| 2023.01.15 | 中京   | 日経新春杯     | GII     | 芝2200m（稍） | 14    | 8     | 14    | 026.00（8人）   | 10着  | R2:15.0（35.4）   | -0.8 | 0鮫島克駿   | 58        | ヴェルトライゼンデ     | 482         |
| 0000.03.19 | 阪神   | 阪神大賞典     | GII     | 芝3000m（良） | 14    | 3     | 4     | 046.10（6人）   | 06着  | R3:06.7（34.6）   | -0.6 | 0坂井瑠星   | 57        | ジャスティンパレス     | 478         |
| 0000.04.30 | 京都   | 天皇賞（春）   | GI      | 芝3200m（稍） | 17    | 5     | 10    | 267.5（15人）   | 08着  | R3:17.5（35.6）   | -1.4 | 0M.デムーロ | 58        | ジャスティンパレス     | 480         |
| 0000.07.09 | 福島   | 七夕賞         | GIII    | 芝2000m（良） | 16    | 3     | 6     | 023.5（11人）   | 15着  | R2:01.3（35.6）   | -1.5 | 0M.デムーロ | 58        | セイウンハーデス       | 478         |

## 血統表
| サンレイポケットの血統                       | サンレイポケットの血統                       | サンレイポケットの血統            | （血統表の出典）                  | （血統表の出典） |
| 父系                                         | ゼダーン系                                   | ゼダーン系                        | ゼダーン系                        | [ § 2 ]          |
| 父 ジャングルポケット 鹿毛 1998 北海道早来町 | 父の父*トニービン 鹿毛 1983 アイルランド     | カンパラ                          | Kalamoun                          | Kalamoun         |
| 父 ジャングルポケット 鹿毛 1998 北海道早来町 | 父の父*トニービン 鹿毛 1983 アイルランド     | カンパラ                          | State Pension                     |                  |
| 父 ジャングルポケット 鹿毛 1998 北海道早来町 | 父の父*トニービン 鹿毛 1983 アイルランド     | Severn Bridge                     | Hornbeam                          | Hornbeam         |
| 父 ジャングルポケット 鹿毛 1998 北海道早来町 | 父の父*トニービン 鹿毛 1983 アイルランド     | Severn Bridge                     | Priddy Fair                       |                  |
| 父 ジャングルポケット 鹿毛 1998 北海道早来町 | 父の母*ダンスチャーマー 黒鹿毛 1990 アメリカ | Nureyev                           | Northern Dancer                   | Northern Dancer  |
| 父 ジャングルポケット 鹿毛 1998 北海道早来町 | 父の母*ダンスチャーマー 黒鹿毛 1990 アメリカ | Nureyev                           | Special                           |                  |
| 父 ジャングルポケット 鹿毛 1998 北海道早来町 | 父の母*ダンスチャーマー 黒鹿毛 1990 アメリカ | Skillful Joy                      | Nodouble                          | Nodouble         |
| 父 ジャングルポケット 鹿毛 1998 北海道早来町 | 父の母*ダンスチャーマー 黒鹿毛 1990 アメリカ | Skillful Joy                      | Skillful Miss                     |                  |
| 母 アドマイヤパンチ 青鹿毛 2006 北海道浦河町 | 母の父*ワイルドラッシュ 鹿毛 1994 アメリカ   | Wild Again                        | Icecapade                         | Icecapade        |
| 母 アドマイヤパンチ 青鹿毛 2006 北海道浦河町 | 母の父*ワイルドラッシュ 鹿毛 1994 アメリカ   | Wild Again                        | Bushel-n-Peck                     |                  |
| 母 アドマイヤパンチ 青鹿毛 2006 北海道浦河町 | 母の父*ワイルドラッシュ 鹿毛 1994 アメリカ   | Rose Park                         | Plugged Nickle                    | Plugged Nickle   |
| 母 アドマイヤパンチ 青鹿毛 2006 北海道浦河町 | 母の父*ワイルドラッシュ 鹿毛 1994 アメリカ   | Rose Park                         | Hardship                          |                  |
| 母 アドマイヤパンチ 青鹿毛 2006 北海道浦河町 | 母の母ロイヤルカード 栗毛 1999 北海道浦河町  | サンデーサイレンス                | Halo                              | Halo             |
| 母 アドマイヤパンチ 青鹿毛 2006 北海道浦河町 | 母の母ロイヤルカード 栗毛 1999 北海道浦河町  | サンデーサイレンス                | Wishing Well                      |                  |
| 母 アドマイヤパンチ 青鹿毛 2006 北海道浦河町 | 母の母ロイヤルカード 栗毛 1999 北海道浦河町  | アドマイヤラピス                  | Be My Guest                       | Be My Guest      |
| 母 アドマイヤパンチ 青鹿毛 2006 北海道浦河町 | 母の母ロイヤルカード 栗毛 1999 北海道浦河町  | アドマイヤラピス                  | Elevate                           |                  |
| 母系(F-No.)                                  | (FN:1-I)                                     | (FN:1-I)                          | (FN:1-I)                          | [ § 3 ]          |
| 5代内の近親交配                              | Northern Dancer 4×5, Nearctic 5x5            | Northern Dancer 4×5, Nearctic 5x5 | Northern Dancer 4×5, Nearctic 5x5 | [ § 4 ]          |
| 出典                                         | 1. 2. 3. 4.                                  | 1. 2. 3. 4.                       | 1. 2. 3. 4.                       | 1. 2. 3. 4.      |

- 叔父にアドマイヤデウス（日経新春杯、日経賞）。
- 祖母ロイヤルカードの半弟にアドマイヤホープ（全日本2歳優駿、北海道2歳優駿）、アドマイヤフジ（日経新春杯、中山金杯2回）、アドマイヤコスモス（福島記念）。
- その他の近親はバレークイーン#その他の近親を参照。